# Sextus Pomponius
Sextus Pomponius war einer der führenden römischen Juristen in der hochklassischen Zeit des römischen Rechts (2. Jahrhundert).
Über die Person Pomponius ist kaum etwas bekannt. Er war ein Zeitgenosse von Gaius und stand dessen juristischer Gesinnung nahe, denn wie dieser, war er ein Vertreter der klassischen Rechtsauffassung der sabinianischen Rechtsschule. Genauso wie Gaius verfügte Pomponius aber über kein ius respondendi, das ihm an des Kaisers Statt erlaubt hätte, auflaufende Rechts- und Gesetzesanfragen zu beantworten. Seine Bedeutung liegt darin, dass er Verfasser lehrreicher Kommentarliteratur war. 
Pomponius schrieb drei bedeutende Kommentare zu den Zivilrechtslehrbüchern der Juristen Quintus Mucius Scaevola, der Pontifex Maximus und Konsul war, nämlich die libri ad Quintum Mucium in 39 Büchern, Masurius Sabinus, ad Sabinum in 35 Büchern, und Plautius. Die Kommentarliteratur zu Sabinus weist die Besonderheit auf, dass der Umfang des Grundwerks um ein Vielfaches übertroffen wurde, sodass die Ausführungen selbst ein gründliches Handbuch abgaben, sehr geschätzt bei den nachrückenden Juristen. Ferner verfasste Pomponius einen nur aus späteren Zitaten bekannten Kommentar zum prätorischen Edikt (ad edictum). Die Kommentare geben zusammenfassend Aufschluss über die Jurisprudenz der klassischen Zeit. Monographische Abhandlungen widmete er diversen Rechtsgeschäften und Anordnungen, etwa dem Fideikommiss, der Stipulation und den senatus consulta. Zwei von ihm zusammengestellte Fallsammlungen wurden später wohl zu einem Werk vereinigt. Auch originell verpackte Literatur geht auf ihn mit den Variae lectiones („Vermischte Lesestücke“) zurück.
Von herausragender Bedeutung ist sein Enchiridion (liber singularis enchiridii). Das Werk gilt als einer der ersten Abrisse einer Rechtsgeschichte. Dargestellt ist die römische Rechtsgeschichte bis in die Gegenwart des Pomponius. In etwas überarbeiteter Form fand das Enchiridion Einlass in die Digesten (1, 2, 2, 1–53) und konnte so erhalten bleiben. Pomponius führt darin zu verschiedenen Überlieferungen römischer Juristen aus, weshalb das Werklein bis heute eine wesentliche Quelle zur Arbeit der klassischen Juristen abgibt.
Zitiert wird Pomponius in den Digesten besonders häufig von Ulpian, weshalb das justinianische Fundamentalwerk 578 Exzerpte des Pomponius aufweist.

## Werke
Übersicht:
- Ad edictum libri
- Enchiridii liber singularis
- Epistularum libri
- De fideicommissis libri V
- Ad Q. Mucium libri XXXIX
- Ex Plautio libri VII
- Regularum liber singularis
- Ad Sabinum libri XXXVI (XXXV?)
- De senatus consultis libri V
- De stipulationibus
- Variarum lectionem libri